# Tannenhausen
Tannenhausen is een dorp in de Duitse deelstaat Nedersaksen. Bestuurlijk maakt het dorp deel uit van de stad Aurich in Oost-Friesland. Tannenhausen, genoemd naar Julius Dietrich Tannen (1752–1829), een Pruisische rentmeester met bestuurstaken te Aurich,  ontstond als veenkolonie in het begin van de negentiende eeuw.
In het dorpsgebied liggen enkele meertjes (Ewiges Meer; Silbersee; Badesee Tannenhausen) waarvan het eerste natuurreservaat en het laatste een recreatieplas is.
UIt de Jonge Steentijd, van de mensen van de Trechterbekercultuur (3200-2500 v.C.; in dit geval wellicht al rond 3500 v.C.) dateert het Großsteingrab Tannenhausen, een ganggraf (Sprockhoff-Nr. 817). Het heeft in de plaatselijke streektaal de bijnaam Botter, Brood un Kääs (boter, brood en kaas). In 1962 zijn bij archeologische opgravingen talrijke grafgiften ontdekt, waaronder keramiek en sieraden. Deze vondsten behoren thans tot de collecties van streekmusea te Aurich en Leer. Ter plaatse is in 2014 een van de oorspronkelijk twee grafmonumenten gereconstrueerd. 
Het grote industrieterrein, waar de Enercon-windturbinefabrieken staan, ligt deels in het gebied van Tannenhausen en deels in dat van buurdorp Sandhorst.

## Galerie

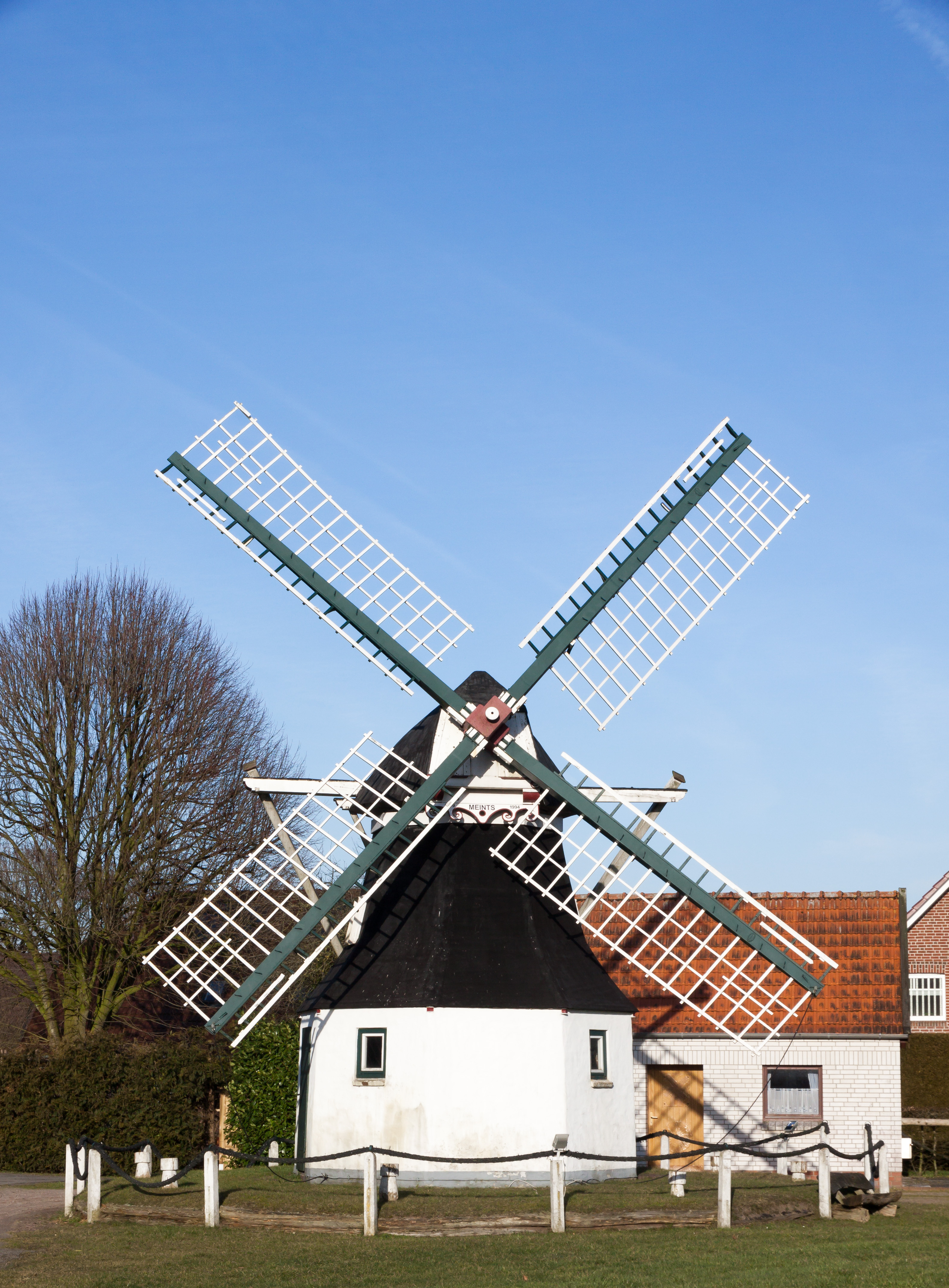
Dorpsmolen van Meint
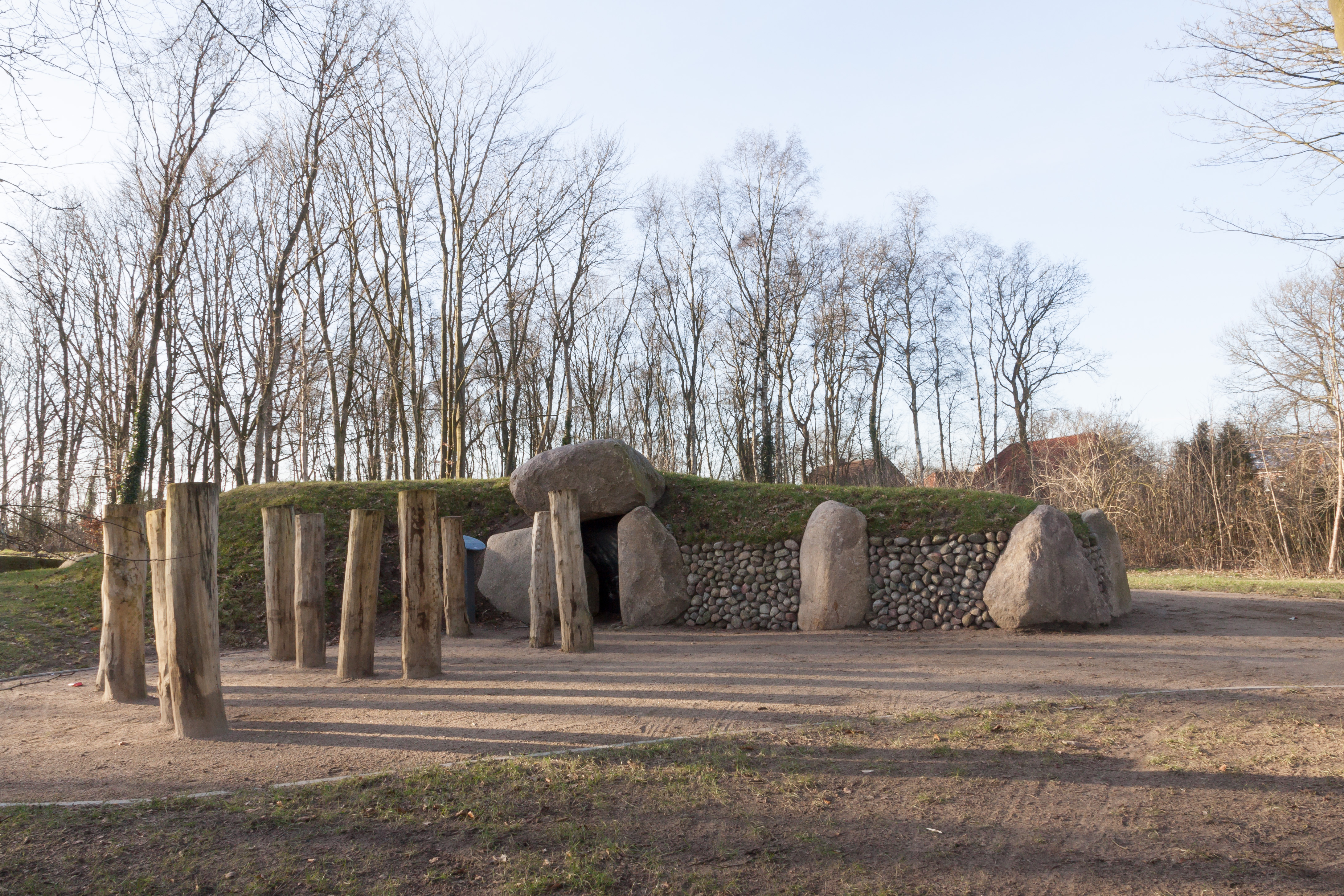
Großsteingrab, gereconstrueerde grafheuvel
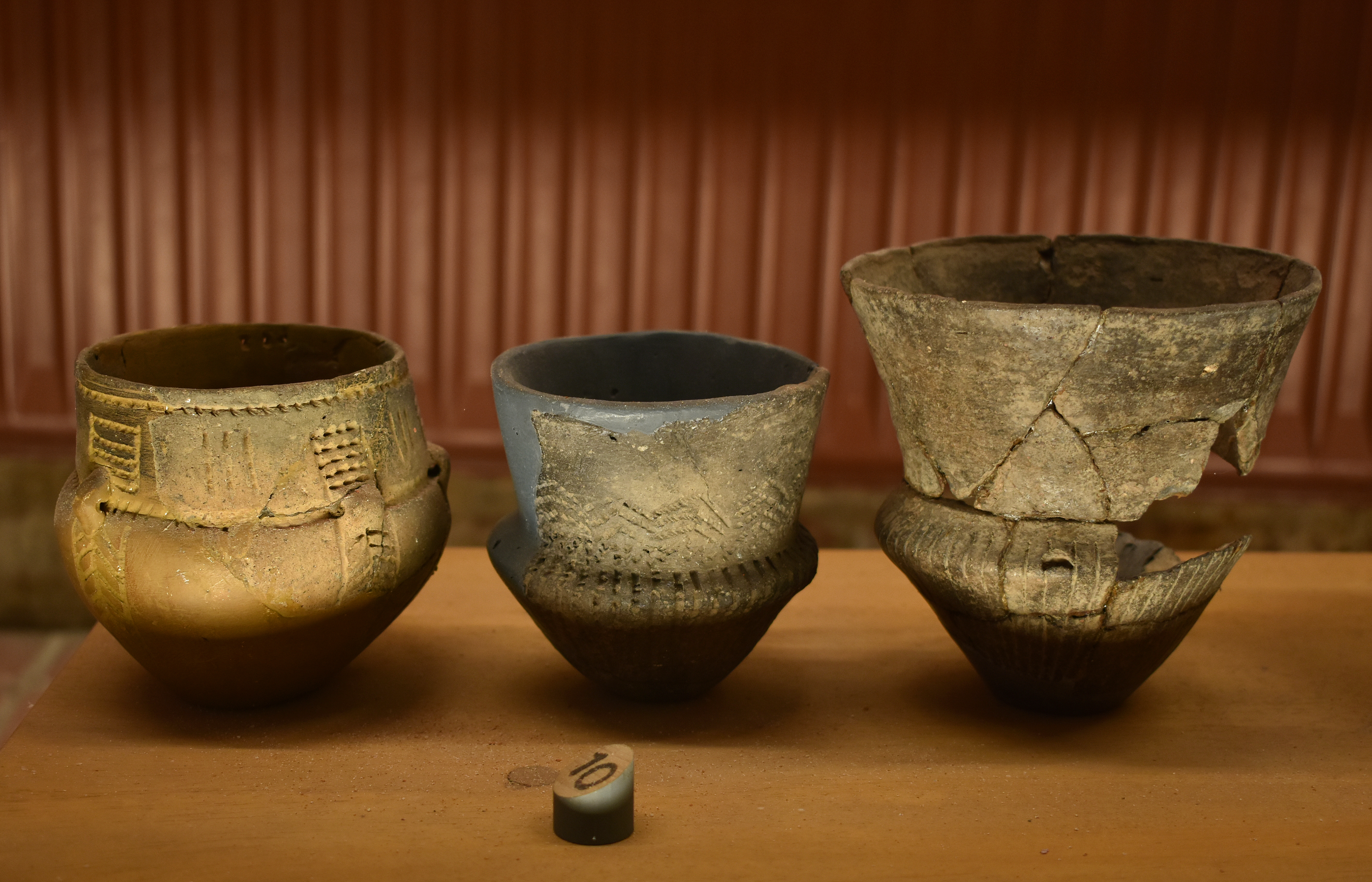
Keramiek, gevonden bij het ganggraf Tannenhausen

- Virtual International Authority File: 245752546